# Margarita Salas
Margarita Salas Falgueras, född 30 november 1938, död 7 november 2019, var en spansk molekylärbiolog och biokemist, mest känd för att ha upptäckt Phi29 DNA-polymeras, en viktig enzym för DNA-amplifiering. Hennes arbete har haft stor inverkan på genetik, kriminalteknik och bioteknik.

## Uppväxt och utbildning
Margarita Salas föddes i byn Canero, nära Luarca, på Asturiens kust. Hennes far var psykiater och hennes mor var lärare. Trots att Spanien då styrdes av Francisco Franco och kvinnor hade begränsade möjligheter, uppmuntrades hon att utbilda sig av sina föräldrar.
Salas studerade kemi vid Complutenseuniversitetet i Madrid där hon träffade sin blivande make, biokemisten Eladio Viñuela. Hon påbörjade sin doktorsexamen under handledning av Alberto Sols vid Spanska nationella forskningsrådet (CSIC) 1961.

## Karriär och forskning
Efter sin doktorsexamen 1963 fortsatte Salas sina studier vid New York University under handledning av Nobelpristagaren Severo Ochoa. Där gjorde hon banbrytande upptäckter inom DNA-transkription och translation.
År 1967 återvände Salas till Spanien och etablerade där ett laboratorium vid CSIC:s Center för biologisk forskning i Madrid. De fokuserade på bakteriofagen Phi29 som modell för viral replikation, vilket ledde till upptäckten av Phi29 DNA-polymeras. Detta enzym visade sig vara mycket effektivt för DNA-amplifiering och blev grunden för många bioteknologiska tillämpningar.

## Bidrag till vetenskap och samhälle
Salas patenterade Phi29 DNA-polymeras i USA 1991 och i Europa 1997. Patentet blev en av de mest lönsamma någonsin för CSIC, vilket genererade betydande intäkter för vidare investeringar i spansk vetenskap. Hennes arbete har haft stor betydelse inom kriminalteknik, onkologi, genetik och studier av antikt DNA.

## Utmärkelser och erkännanden
Margarita Salas mottog många prestigefyllda utmärkelser under sin karriär, inklusive European Inventor Award, National Ramón y Cajal Award, och Mendel Medal. Hon var också den första spanska vetenskapskvinnan som valdes in i National Academy of Sciences i USA.

## Privatliv
Salas var gift med Eladio Viñuela och de hade en dotter. Hon var känd för sin passion för vetenskap och sitt starka engagemang för att främja kvinnors rättigheter inom vetenskapen. Hon fortsatte att arbeta aktivt i sitt laboratorium fram till sin död 2019.